# Juan Eduardo Fuentes Belmar
Juan Eduardo Fuentes Belmar (Chillán, 24 de octubre de 1949) es un abogado y juez chileno, quien se desempeñó como miembro de la Corte Suprema de Chile, de la que fue su presidente entre 2022 y 2024.

## Biografía
Nació en la ciudad de Chillán, actual capital de la Región de Ñuble. Realizó sus estudios primarios en la Escuela N° 7, secundarios en el Colegio San Vicente de Paul y en el Liceo de Hombre Narciso Tondreau.
Sus estudios universitarios en la Facultad de Ciencias Jurídicas y Sociales de la Universidad de Concepción, titulándose como abogado el 22 de abril de 1974.
En su ciudad de origen, conoció y contrajo matrimonio a los 20 años con Marianela Garrido, con quien ha tenido tres hijos, que han seguido una carrera en el poder judicial.

### Vida profesional
Inició su carrera judicial en 1978 como Juez titular del 2° Juzgado de Letras de San Carlos y en 1982 fue nombrado como relator de la Corte de Apelaciones de Talca, en 1983 continuó su carrera como juez en el 1° Juzgado del Crimen de Valdivia y más tarde, en 1990, fue nombrado como ministro de la Corte de Apelaciones de Arica.
En 2005, fue encargado por la corte suprema de la investigación de una serie de causas por violaciones a los derechos humanos ocurridas en la dictadura de dicho país.
El 6 de septiembre de 2011 fue nominado por el Presidente Sebastián Piñera para asumir la vacante dejada en la Corte Suprema por la jubilación de la ministra Margarita Eliana Herreros Martínez. El 27 de septiembre de ese mismo año, la Cámara Alta aprobó por unanimidad su designación como miembro del alto tribunal. El ministro Fuentes Belmar prestó el juramento de rigor ante el pleno del tribunal el 11 de noviembre de 2011, asumiendo sus funciones en esa misma fecha.
Además, de haber trabajado en la Corte Suprema, también ejerció como miembro del TRICEL (Tribunal Calificador de Elecciones) desde 2020.